# 遺憾女幹部黑暗將軍小姐
《遺憾女幹部黑暗將軍小姐》（日语：残念女幹部ブラックジェネラルさん）為Jin的日本漫畫作品。
於2015年6月號至2025年8月號在漫畫雜誌月刊Dragon Age上連載，單行本共4卷，日本透過WonderGOO訂購會附送特典。
於2017年3月宣佈於「TATEAnime」上動畫化，於2017年夏季以每集3分鐘方式播出，為女主角黑暗將軍配音的聲優為田中愛美。

## 故事簡介
祕密組織「ＲＸ團」企圖征服世界，正義英雄「勇氣超人」為保護城市挺身而出與其周旋！
然而，「ＲＸ團」女幹部黑暗將軍其實是勇氣超人的大粉絲，還是個遺憾到極點的大變態，更一上來就自爆自己是處女。
但是，作為女幹部的黑暗將軍卻是性格遺憾的勇氣超人大粉絲，成為女幹部僅為最近距離接觸勇氣超人，結果本來的英雄對戰邪惡幹部場面差點成了性騷擾現場，勇氣超人面臨精神衰竭……
另一方面，「ＲＸ團」首領是個沒計劃的重度宅，每次都被秘書小姐教訓，科學家小姐也經常做着危險實驗，害戰鬥員一、二、三號疲於奔命…
期間因誤打誤撞打倒了備受注目新人英雄，導致「ＲＸ團」名氣大幅上升…

## 人物

### 主要人物
黑暗將軍小姐
年齡：20，身高：162cm，「ＲＸ團」的女幹部，「勇氣超人」的大粉絲，巨乳，處女。性格遺憾的大變態。認真時實力十分強悍。
以勇氣超人為目標，抱住「靠毅力連性癖都改變」的心態步步進逼展開追求。曾為同時佔有「敵方女角」和「英雄女拍檔」兩個身份而接受英雄學園訓練，身體能力獲得滿分評價。
曾有用從科學家小姐拿到的藥加進便當令勇氣人對自己言聽計從但因信任度不足而失敗，後來姑且吸取教訓開熱可可攤位利用客人來做掩護但因為不小心混進普通客人中而造成大混亂。
想帶手下去搶銀行結果反而變人質。
結局如願與勇氣超人結婚，婚後退出了「ＲＸ團」並育有一女。
勇氣超人
年齡：27，身高：194cm，保護城市的正義英雄，做事認真，戰鬥方式是單純的拳腳，喜歡的女性類型為大和撫子。
真面目太兇惡，上個街都會被警察盤問幾次。
因為跟黑暗將軍戰鬥時不小心碰到其胸部而意志消沉，重新振作後以「不撞到對方身體」為目的創出「勇氣爆擊」。
因記者拾到勇氣超人跟黑暗將軍泳裝沙灘照而爆出緋聞，其實只是偶然放假在沙灘撞到，結果得到「對敵人女幹部下手」的評價。
結局與黑暗將軍小姐結婚並育有一女，成為一名溺愛女兒的父親。

### 反派同盟

#### RX團
戰鬥員一號
RX團戰鬥員，上吊眼。不知為何總是捲入科學家小姐的實驗麻煩中。
戰鬥員二號
RX團戰鬥員，圓圓眼。與小GG感情不錯。
戰鬥員三號
RX團戰鬥員，下垂眼。
首領
「ＲＸ團」的首領，能力「念動力」強度連勇氣超人的拳頭都擋下。重度宅，做事沒計劃，經常被秘書小姐教訓，為下屬著想的好上司。
真面目是相貌俊美的年青男性。
結局與秘書小姐，並育有一子深紅。
秘書小姐
「ＲＸ團」的秘書，能力「爆炸」。對犯錯的首領毫不留情。胸部其實不小，作者透露屬「美乳」，只是其他人太大。
結局與首領結婚，並育有一子深紅。
科學家小姐
「ＲＸ團」的科學家，平常身穿大白掛戴著厚重眼鏡，巨乳，有裸睡習慣，喜歡做危險實驗。
成為邪惡科學家的原因是被小時看到的動畫中，一個靠自己發明不斷向英雄挑戰的反派感動到。
X小弟
科學家小姐的怪人實驗一號，具人類能力的怪貓。目前擔任RX團吉祥物。
小GG
RX團正式怪人一號，三白眼棕色皮膚的女生。
本來想成為「猶如黑暗忍者的怪人」卻被改造成蟑螂。能高速移動，移動時會發出和蟑螂一樣的聲音。不擅長應付性騷擾。對戰鬥員二號有好感。
黑獅子
RX團正式怪人二號，黑色皮毛的獅頭人。
擁有跟勇氣超人匹敵的怪力，性格温厚，但生氣起來很可怕。
被改造前是一名身體瘦弱的光頭男性。
深紅
首領和秘書小姐的兒子。

#### 頂尖三
茵帕克特
頂尖三之一，三人中唯一女性。
會議中總是吃東西。
棉花糖頭
頂尖三之一，頭部是棉花煻的披肩英雄。
外號「趕盡殺絕黑白棋」，對怪人和壞蛋極其殘暴，跟金屬囚人不和。
金屬囚人
頂尖三之一，身穿裝甲的科技英雄。
外號「科學被害者」，因為穿上了脫下來就會死的試作品裝甲而在裝甲中三年，跟棉花糖頭不和。

#### 荒薔薇
薔薇姬
荒薔薇首領，看RX團首領不順眼，迷上了秘書小姐，有百合傾向。

#### 機械山組
機械山重三
機械黑道組織「機械山組」組長。主張「戰鬥機械人就是要超級機械人」而討厭擬真機械人，必殺技「黑道粉碎拳(火箭飛拳)」。
因為RX團售賣機械女僕一事可能跟自己組織理念對沖而把RX團首領叫來。
機器之嶧龍己
「機械山組」義長子。對首領討厭擬真機械人一事非常傷腦筋。

#### B．D．S
黑色亡靈
最大反派組織B．D．S的總統。同時也是反派同盟總負責人。外表是一個左眼戴着眼罩的年青男性，中二病。
能力為「黑炎支配者」，威力會隨中二病的病情和妄想程度增加。代價是其中二病終生無法治癒。
在RX團首領外出到「機械山組」期間，曾到訪RX團測試其成員的實力。並給予「超乎期待」的評價。
擅自以反派同盟名義寄信向英雄聯盟宣戰，更連上其他同盟組織的名字一同上交，被黑道重三狠狠揍上2000拳。
灰色魔像
「B．D．S四天王」之一。
紫色水瓶座
「B．D．S四天王」之一。
綠色龍捲風
「B．D．S四天王」之一。
白色炎邪
「B．D．S四天王」之一。

#### 怪人互助會
史萊姆田中
怪人互助會負責人。
鐵子小妹
怪人互助會的副領隊，配戴面具的女性。一旦脫下面具就會變得害羞。能力是把身體變成鐵。
巴羅爾小弟
怪人互助會的新人，因為互助會的怪人大多是獨行俠而缺少教育新人的人手而交給RX團作新人教育。
外表和實力都有如RPG遊戲中的最終首領般強悍，心靈卻異常脆弱，只是和勇氣人四目相投也站著嚇暈。

### 英雄聯盟
閃電超人
勇氣超人同期，面具為左右不對稱的閃電圖形。
幪面戰士
本名鈴田中山太郎，本來為備受注目的新人英雄，卻在RX團手上初嘗敗績。為人愛出風頭不顧後果，常招來拍擋不滿。
歐涅絲特雷德
英雄實習生，曾在勇氣超人身邊研習，被黑暗將軍以為是勇氣超人拍擋。
畢業後成為幪面戰士的拍擋，對其亂出風頭不顧後果的行為非常不滿。
ABCD
英雄聯盟的隱密情報部隊、曾監視休假中的RX團卻四人全部被對方偶然打飛。
在RX團浸温泉時再登場，結果全員跑去監視女澡堂。
嚴肅眼鏡
勇氣超人的上司，經常胃痛的苦勞人。

### 組織
傑斯塔
組織的首領。個性十分瘋狂。
原型是蝙蝠俠中著名的反派小丑。
教授
組織的科學家，製造了一百名黑暗將軍小姐的複製人。
露洋黛
組織的機械部隊長。十分迷戀傑斯塔。

### 流浪怪人
情義收不到
因長期收不到情人節朱古力，明明人情朱古力全班有份但到他就偏偏派完，別人收到朱古力太多而分他吃結果送的女孩哭出害他被壞人看而突變的怪人，到處搶奪情人節朱古力。
因對將軍小姐送給勇氣超人的朱古力下手而被打倒。
裂口女
專門襲擊正太的女性怪人。

### 其他
茂部野人志
超能力者，能力為讀心。隱瞞了自己的能力作為一名小市民生活。
在假日到公園休憩時，透過讀心能力得知勇氣人的辛勞與黑暗將軍小姐的遺憾性格後，便使用了心電感應把黑暗將軍小姐的睡意傳遞給勇氣人後拔腿狂奔地離開現場。
黑暗將軍小姐的父親
黑暗將軍小姐的父親，是個苦勞人。當得知自己的女兒成為邪惡組織的女幹部後，便將熱茶倒在自己的頭上。
黑暗將軍小姐的母親
黑暗將軍小姐的母親，個性強勢，黑暗將軍小姐的樣貌與遺憾個性也是遺傳自她的。聲稱「男人這種生物，只要把對方帶到密室生米煮成熟飯，然後強逼對方負起責任就搞定」，曾經用這種方式強逼自己的丈夫就範。

## 用語

### 組織
RX團
黑暗將軍小姐所屬的組織。
英雄聯盟
負責支援英雄的組織。
反派同盟
為與英雄聯盟對抗，減少反派互鬥並交換情報的組織，會長為黑色亡靈。
荒薔薇
為把世界改造得有格調而立志征服世界的組織，首領為薔薇姬。
機械山組
組長為機械山重三。

### 物品
鬼丸X
科學家小姐的發明。服下後能爆發幾十倍體能，但同時完全失去控制能力。

## 製作
本作為漫畫家Jin的第一部商務作品，初期能看出另一部作品「兽人与精灵的日常」。的影子。

## 出版書籍
| 卷數 | 角川書店      | 角川書店               | 台灣角川       | 台灣角川               |
| 卷數 | 發售日期      | ISBN                   | 發售日期       | ISBN                   |
| ---- | ------------- | ---------------------- | -------------- | ---------------------- |
| 1    | 2016年2月9日  | ISBN 978-4-04-070805-8 | 2016年12月22日 | ISBN 978-986-473-406-1 |
| 2    | 2016年10月8日 | ISBN 978-4-04-072051-7 | 2017年9月18日  | ISBN 978-986-473-897-7 |
| 3    | 2017年7月7日  | ISBN 978-4-04-072351-8 | 2018年7月26日  | ISBN 978-957-564-310-2 |
| 4    | 2018年6月9日  | ISBN 978-4-04-072737-0 | 2020年3月11日  | ISBN 978-957-743-588-0 |
| 5    | 2019年4月9日  | ISBN 978-4-04-073134-6 | 2020年9月9日   | ISBN 978-957-743-976-5 |
| 6    | 2020年1月9日  | ISBN 978-4-04-073463-7 |                |                        |
| 7    | 2020年10月9日 | ISBN 978-4-04-073833-8 |                |                        |
| 8    | 2021年6月8日  | ISBN 978-4-04-074100-0 |                |                        |
| 9    | 2022年3月9日  | ISBN 978-4-04-074456-8 |                |                        |
| 10   | 2023年2月9日  | ISBN 978-4-04-074867-2 |                |                        |
| 11   | 2024年1月9日  | ISBN 978-4-04-075281-5 |                |                        |
| 12   | 2024年12月9日 | ISBN 978-4-04-075709-4 |                |                        |

## 参看
- 愛在征服世界後
- 激走戰隊車連者
- 英雄桑和原女干部小姐（日语：ヒーローさんと元女幹部さん）

## 外部連結
- 殘念女幹部ブラックジェネラルさん （页面存档备份，存于）富士見書房（日語）
- 殘念女幹部ブラックジェネラルさん - 無料コミック （页面存档备份，存于）ComicWalker（日語）